# James Sheridan Knowles
James Sheridan Knowles (Cork, 12 mai 1784 - 30 novembre 1862) est un dramaturge et acteur irlandais. 
Il était fils d'un professeur de grammaire. Après avoir longtemps végété, il attira l'attention en 1815 par sa tragédie de Caïus Gracchus. Celle de Virginius, représentée en 1820 à Covent-Garden, assura sa réputation. 
Il ne cessa depuis, jusqu'en 1843, de donner au théâtre des pièces de genres très-divers, tragédies, comédies, drames, dont il exécutait lui-même les principaux rôles ; mais chez lui l'acteur était au-dessous de l'auteur. Enthousiaste de Shakespeare, Sheridan-Knowles a continué, sans manquer d'originalité, les traditions de ce grand maître. Dans ses dernières années, il obtint une pension de 5000 fr. et la sinécure de conservateur de la maison de Shakespeare.

## Source
Cet article comprend des extraits du Dictionnaire Bouillet. Il est possible de supprimer cette indication, si le texte reflète le savoir actuel sur ce thème, si les sources sont citées, s'il satisfait aux exigences linguistiques actuelles et s'il ne contient pas de propos qui vont à l'encontre des règles de neutralité de Wikipédia.